# Alfred Janson
Alfred Martin Janson (* 3. März oder 10. März 1937 in Oslo; † 19. Mai 2019) war ein norwegischer Komponist, Pianist und Akkordeonist.

## Leben und Wirken
Alfred Janson, der bereits zwölfjährig als Akkordeonspieler in Restaurants von Oslo auftrat, wurde als Pianist von seiner Mutter ausgebildet. Er studierte Musiktheorie und Komposition bei Bjørn Fongaard und Finn Mortensen und nahm an den Darmstädter Ferienkursen teil. Als Pianist debütierte er 1962.
Jansons Musik lässt sich stilistisch nicht festlegen. Er sagte von sich selbst, ihn interessiere alles außer Wagner und Wiener Operetten. Als ausübender Musiker arbeitete er überwiegend als Jazzpianist und schrieb auch viele Arrangements für Jazzbands. Während seine frühen Kompositionen der Avantgarde zuzuordnen sind, finden sich in seinen späteren Werken Einflüsse der Spätromantik, des Jazz und der norwegischen Folklore. Er ist auch auf Alben mit Ketil Bjørnstad (Odyssey), Odd Børretzen und dem Willem Breuker Kollektief (With Strings Attached) zu hören.

## Auszeichnungen
- 1966 Kompositionspreis der Stiftung Gaudeamus

## Werke
- Patrice Lumumba für Klavier, Bass und Schlagzeug, 1961
- November 62 für Klavier, 1962
- Vuggesang für Sopran und 48 Streicher, 1963
- Canon für Kammerorchester und Tonband, 1965
- Konstruksjon og Hymne für Orchester, 1966
- Theme für Chor, Sprecher, Klavier, elektrische Orgel und zwei Schlagzeuger, 1967
- Nocturne für Chor, zwei Celli, Harfe und zwei Schlagzeuger, 1967
- Mot Solen, Ballett, 1969
- Valse Triste für Stimme, Jazzquartett und Tonband, 1970
- Alberte (Musik für die Fernsehserie), 1972
- Et Fjelleventyr, Oper, 1973
- Three Poems by Ebba Lindqvist, 1975–80
- Forspill für Violine und Orchester, 1976
- Vi som är födda vid havet für Chor, 1977
- Hymne til Josef, 1977
- Streichquartett, 1978
- Wings für gemischten Chor und Jazzensemble, 1983
- Errotikk and Pollitikk, Suite für gemischten Chor und Orgel mit Rhythm-Box, 1983
- Mellomspill für Orchester, 1985
- Nasjonalsang für Solotrompete, Soloposaune, Orchester und Tonband, 1988
- Tarantella für Flöte, Melodica, Altsaxophon, Schlagzeug, Violine und Cello, 1989–90
- Diafoni, 1990
- Fragment für Cello und Orchester, 1991
- Senza pedales. 1992
- Sarabande für zwei Chöre, zwei Hörner, zwei Schlagzeuger, Orgel, zwei Violinen und zwei Celli, 1995